# Cheltenham (Pensylvánie)
Cheltenham je správní oblast města Filadelfie v okrese Montgomery, Pensylvánie, Spojené státy americké. Podle sčítání lidu z roku 2000 zde žilo 36 875 obyvatel. Byl založen roku 1682 skupinou 15 kvakerů z Anglie.

## Slavní současní nebo bývalí obyvatelé
- Bill Cosby – bavič
- Benjamin Netanjahu – izraelský premiér
- Jonatan Netanjahu – izraelský válečný hrdina, který padl během Operace Entebbe
- Ezra Pound – básník